# ReadyBoost
ReadyBoost (nom en codi EMD) és un programa de cache de disc desenvolupat per Microsoft per a Windows Vista i inclòs en versions posteriors de Windows. ReadyBoost permet que els dispositius d'emmagatzematge massiu de memòria NAND CompactFlash, targeta SD i unitat flash USB s'utilitzin com a cache entre el disc dur i la memòria d'accés aleatori en un esforç per augmentar el rendiment del sistema. ReadyBoost es basa en el SuperFetch i també ajusta el seu cache en funció de l'activitat de l'usuari. el programa ReadyDrive per a unitats híbrides s'implementa d'una manera similar al ReadyBoost.

## Visió general
L'ús d'una memòria flaix compatible amb ReadyBoost (dispositius de memòria NAND) com a disc-cache permet que Windows Vista i posteriors donin servei a lectures de disc aleatòries amb un millor rendiment. Aquesta disc cache s'aplica a tot el contingut del disc, no només al fitxer de pàgina o a les DLL del sistema. Els dispositius flash USB solen ser més lents que un disc dur mecànic per a l'E/S seqüencial, de manera que, per maximitzar el rendiment, ReadyBoost inclou una lògica que reconeix les sol·licituds de lectura seqüencials grans i utilitza el disc dur per a aquestes peticions.
Quan un dispositiu compatible està connectat, el diàleg de reproducció automàtica de Windows ofereix una opció addicional per utilitzar la unitat flaix per accelerar el sistema; s'afegeix una pestanya ReadyBoost addicional al diàleg de propietats de la unitat on es pot configurar la quantitat d'espai que s'utilitzarà. La mida mínima del disc cache és 250 MB. A Vista o amb el format FAT32 de la unitat, el màxim és 4 GB. A Windows 7 o posterior amb format NTFS o exFAT, la mida màxima del cache és de 32 GB per dispositiu. Windows Vista només permet utilitzar un dispositiu, mentre que Windows 7 permet múltiples disc cache, un per dispositiu, fins a un total de 256 GB.
ReadyBoost comprimeix i xifra totes les dades que es col·loquen al dispositiu flash amb AES-128 ; Microsoft ha afirmat que una relació de compressió de 2:1 és típica, per tant, un ReadyBoost de 4GB normalment conté 8 GB de dades.

## Requisits
Perquè un dispositiu sigui compatible i útil amb ReadyBoost, ha de complir els següents requisits:
- La capacitat del suport extraïble ha de ser com a mínim de 256 MB[7] (250 MB després del format, Windows 7 informa al seu registre d'esdeveniments un mínim necessari de 235 MB).
- Windows 7 permet fins a vuit dispositius per a un màxim de 256 GB de memòria addicional,[8] amb fins a 32 GB en un únic dispositiu d'emmagatzematge.[9]
- El dispositiu ha de tenir un temps d'accés d'1 ms o menys.
- El dispositiu ha de ser capaç de 2.5 Velocitat de lectura de 4 MB/s Les lectures aleatòries de kB s'estenen uniformement per tot el dispositiu i 1,75 Velocitat d'escriptura MB/s per a 512 kB d'escriptures aleatòries repartides uniformement pel dispositiu.[10]
- El grup de rendiment del client de Microsoft Windows recomana una relació entre memòria flash i RAM del sistema d'entre 1:1 i 2,5:1.[3]

Altres consideracions:
- ReadyBoost de Vista admet NTFS, FAT16 i FAT32 a partir de SP1. Windows 7 també admet el nou sistema de fitxers exFAT. Atès que el cache de ReadyBoost s'emmagatzema com un fitxer, la unitat flaix s'ha de formatar com a FAT32, NTFS o exFAT per tenir una mida del disc cache superior a la 2GB límit de mida de fitxers en FAT16. si la mida de disc cache desitjada és 4 GB (el límit de mida de fitxer FAT32) o més gran, la unitat s'ha de formatar com a NTFS o exFAT. Les diferències de rendiment entre aquests sistemes de fitxers són insignificants amb el ReadyBoost.
- La versió inicial de ReadyBoost per a Windows Vista només admetia un sol dispositiu. Windows 7 admet diverses unitats flash per a ReadyBoost, de manera que la millora del rendiment és similar a la d'un RAID
- L'algoritme ReadyBoost es va millorar en Windows 7, donant lloc a un millor rendiment. Un experiment va mostrar la lectura de la memòria flash fins a 5-10 vegades més ràpida que amb Windows Vista.
- Com que ReadyBoost emmagatzema el seu cache com a fitxer al directori arrel de la unitat en lloc d'utilitzar la memòria flaix sense un sistema de fitxers, el sistema de fitxers s'ha de muntar i assignar-li una lletra de unitat. El disc cache de ReadyBoost es crea en el directori arrel de la unitat.
- Si la unitat del sistema (la unitat principal, amb els fitxers del sistema de Windows) és una unitat d'estat sòlid (SSD), ReadyBoost està desactivat, ja que la lectura d'aquesta unitat seria almenys tan ràpida com la lectura de la unitat ReadyBoost.[7]
- ReadyBoost guarda en el cache totes les dades mentre s'escriuen al disc dur local: "el controlador del dispositiu Ecache.sys intercepta totes les lectures i escriptures als volums del disc dur local (C:\, per exemple), i copia totes les dades que s'escriuen al cache. fitxer que va crear el servei".[6] SuperFetch emplena prèviament les dades de lectura freqüent al cache de ReadyBoost, de manera que SuperFetch és necessari perquè ReadyBoost funcioni bé.[11]
- ReadyBoost no és compatible amb dispositius multimèdia portàtils, com ara telèfons mòbils o càmeres, ni amb altres dispositius amb emmagatzematge emulat.

ReadyBoost no està disponible per a Windows Server 2008.

## Rendiment
Un sistema amb 512 MB de RAM (el requisit mínim per a Windows Vista) poden obtenir guanys significatius de ReadyBoost. En un cas de prova, afegint 1 GB de memòria ReadyBoost va accelerar una operació d'11,7 segons a 2 segons. Tanmateix, augmentant la memòria física (RAM) de 512 MB a 1 GB (sense ReadyBoost) el va reduir a 0,8 segons. El rendiment del sistema amb ReadyBoost es pot controlar mitjançant el Monitor de rendiment de Windows. A mesura que el preu de la memòria RAM va disminuir i s'instal·lava més RAM als ordinadors, les mitigacions proporcionades per ReadyBoost als sistemes amb memòria insuficient van disminuir.
La idea bàsica de ReadyBoost és que una memòria flaix (per exemple, una unitat flash USB o un SSD) té un temps de cerca molt més ràpid que un disc dur magnètic típic (menys d'1 ms), que li permet satisfer les sol·licituds més ràpidament que llegir fitxers des del disc dur. També aprofita l'avantatge inherent de dues fonts paral·leles per llegir dades, mentre que Windows 7 permet l'ús de fins a vuit unitats flash alhora, permetent fins a nou fonts paral·leles. Les unitats flaix USB 2.0 són més lentes per a lectures i escriptures seqüencials que els discs durs d'escriptori moderns. Els discs durs d'escriptori poden suportar entre 2 i 10 vegades la velocitat de transferència de les unitats flash USB 2.0, però són iguals o més lents que USB 3.0 i Firewire (IEEE 1394) per a dades seqüencials. Les unitats flash USB 2.0 i més ràpides tenen temps d'accés aleatori més ràpids: normalment al voltant d'1 ms, en comparació amb 12 ms per a discs durs d'escriptori convencionals.
Als ordinadors portàtils, el rendiment canvia més a favor de la memòria flaix quan la memòria del portàtil és més cara que la de l'escriptori; molts ordinadors portàtils també tenen 4200 relativament lent rpm i 5400 discos durs rpm.
A la versió original de Windows Vista, ReadyBoost no va reconèixer les seves dades del cache quan es reprèn des de la suspensió i va reiniciar el procés d'emmagatzematge al cache, fent que ReadyBoost fos ineficaç a les màquines que pateixen cicles d'activació/reactivació freqüents. Aquest problema es va solucionar amb Vista SP1.

## Limitacions
Com que les unitats flash es desgasten després d'un nombre finit (encara que molt gran) d'escriptures, ReadyBoost acabarà desgastant la unitat que utilitza. Segons el grup de rendiment del client de Microsoft Windows, la unitat hauria de poder funcionar durant almenys deu anys.